# عمر العاقل
عمر العاقل مواليد 11 أبريل 1980 في دمشق، هو لاعب كرة قدم سوري يلعب مع نادي الوحدة في مركز الوسط.

## المسيرة الاحترافية

### أندية لعب لها
- نادي الوحدة (سوريا)
- نادي المجد (سوريا)
- نادي حطين (سوريا)
- نادي الوحدة (سوريا)
- نادي القرداحة
- نادي الجيش (سوريا)